# 天主教奧斯底亞羅馬城郊教區
天主教奧斯底亞羅馬城郊教區是罗马城郊教区奧斯提亞的天主教教区，是七个城郊教区之一，自1150年以来，该教区主教一直担任枢机团团长，而实际管理由罗马教区代理主教负责。1105年至1914年，韦莱特里教区（今韦莱特里-塞尼罗马城郊教区）与奧斯底亞为一个教区，1914年二者分离。现任主教为若翰·雷。